# Langdysse im Karskov
Der Langdysse im Karskov (auch Karskovdyssen oder Snøde Hesselbjerg genannt) liegt in einem Wald östlich von Tressebølle und südlich von Snøde auf Langeland in Dänemark. Die Anlage der Trichterbecherkultur (TBK) entstand zwischen 3500 und 2800 v. Chr.
Das aus einer Einfassung aus 28 Steinen bestehende Hünenbett des Langdysse wurde 1953 restauriert, wobei einige umgefallene Steine aufgerichtet wurden. In der Mitte des Langbettes liegt eine quergestellte Kammer, bestehend aus 5 Tragsteinen, zwei an jeder Längsseite und einem Endstein. Die Decksteine und das Hügelmaterial fehlen. Die Kammer misst 1,9 × 0,5 m. Am Ende der Einfassung steht ein aufrechter abgerundeter Stein, um den sich mehrere größere Steine gruppieren, die vermutlich von einer zweiten Kammer stammen.